# Edino Krieger
Edino Krieger (Brusque, 17 de marzo de 1928 - Río de Janeiro, 6 de diciembre de 2022) fue un compositor, director de orquesta, productor discográfico y crítico musical de vanguardia brasileño.

## Biografía
Nació en Brusque, Santa Catarina en 1928; fue hijo del compositor y director de orquesta Aldo Krieger. Estudió en el Conservatório Brasileiro de Música en Río de Janeiro.
Durante su carrera, Krieger compuso más de 150 piezas, así como canciones (en particular, "Fuga e antifuga" de Vinicius de Moraes), música incidental y bandas sonoras de películas. Entre sus obras más conocidas se encuentra la suite "Canticum Naturale" de 1972, en la que orquesta recrea sonidos naturales amazónicos. Se desempeñó como director de Rádio MEC y como crítico musical para el diario Jornal do Brasil y el periódico Tribuna da Imprensa, así como presidente de varias instituciones culturales, incluido el Museu da Imagem e do Som do Rio de Janeiro.
Falleció el 6 de diciembre de 2022, a la edad de 94 años.

## Otras lecturas
- Paz, Ermelinda Azevedo (2012). Edino Krieger : crítico, produtor musical, compositor. Rio de Janeiro: SESC, Departamento Nacional. ISBN 978-85-89336-77-2.
- Zanini, Ermelinda Paz (2005). «Edino Krieger: Um olhar sobre o ensino musical». interFACES (en portugués) 9 (1): 99-108. ISSN 1516-0033.